# Surftuig
Het surftuig is het volledig opgebouwde zeil van een windsurfplank. Het tuig van een surfplank onderscheidt zich onder meer van dat van zeilboten doordat de mast beweeglijk is verbonden met de plank.

## Onderdelen
Bij de onderdelen worden getallen genoemd. Deze getallen verwijzen naar de getallen in de tekening.
De vier randen van het zeil worden het voorlijk (1), achterlijk (2), onderlijk (3) en bovenlijk (4) genoemd. De hoeken van het zeil heten tophoek (5, ook wel zeiltop genoemd), schoothoek (6, het is ook handig de Engelse term clew te kennen) en de halshoek (7).
Het voorlijk zit over bijna de hele lengte als een lus genaaid, deze lus vormt de mastslurf (8, ook wel eens mastzak genoemd). Vanaf de halshoek kan de mast (9) in de mastslurf worden geschoven. De slurf heeft ter hoogte van de giek (10) een uitsparing, want daar zit de giek aan de mast vast. De giek zit niet permanent aan de mast vast, maar met een giekkoppeling. Dit is meestal een snelsluiter, een soort hefboommechanisme.
De positie van de giek kan bij het optuigen enigszins worden gevarieerd om de hoogte aan te passen aan de lengte en de voorkeuren van de surfer. De schoothoek van het zeil zit met de uithaler vast aan de giek. Door de voorlijkstrekker (tussen 7 en de mastvoet) en de uithaler wordt het zeil plooivrij gemaakt. Het plooivrij maken wordt trimmen genoemd. Dit gebeurt meestal aan de wal, alleen speedsurfers trimmen het zeil nog tijdens het varen.
De mast is met de plank verbonden door een mastplaat (meestal wordt de Engelse term base plate gebruikt). De mastplaat zit aan de mastvoet, dit is een scharnierend onderdeel dat in de mast geschoven wordt, waardoor de mast kan draaien en kantelen ten opzichte van de plank. Om het gehele tuig op te kunnen hijsen als deze in het water ligt, is aan de giek bij de mast (bij punt 9 in de tekening) vaak een ophaalkoord bevestigd. Het andere einde van het koord zit aan de mastvoet.